# كريستوفر ر. كوبر
كريستوفر ر. كوبر (بالإنجليزية: Christopher Reid Cooper)‏ هو قاضي ومحامي أمريكي، ولد في 2 سبتمبر 1966 في موبيل في الولايات المتحدة.